# Kundzin
Kundzin – kolonia w Polsce położona w województwie podlaskim, w powiecie sokólskim, w gminie Sokółka. 

## Opis
Nazwa miejscowości pochodzi od nazwiska bojara Kundy. Kundzin jest starą osadą, dawniej otoczoną lasami puszczy królewskiej.
Król Zygmunt II August w 1562 r. ufundował drewniany kościół na potrzeby istniejącego tu królewskiego dworu myśliwskiego.
Polował tu Stefan Batory i jego następcy. Łowy tak pociągały króla, że mimo mrozów i chorej nogi polował tu w 1586 r., aż przeziębiwszy się zmarł 12 grudnia 1586 r. w Grodnie.
W 1856 r. wybudowano kościół z polnego kamienia. Obecnie zabytkowy kościół jest siedzibą parafii rzymskokatolickiej pw. Narodzenia NMP, należącej do dekanatu Sokółka, diecezji białostockiej.
W latach 1975–1998 miejscowość administracyjnie należała do województwa białostockiego.
W miejscowości znajduje się cmentarz rzymskokatolicki założony w XIX wieku.
W Kundzinie nad Łosośną – w Tatarszczyźnie – w tzw. tatarskich górach, odbyły się w 1983 r. ogólnopolskie uroczystości, z monumentalnym wieczornym widowiskiem plenerowym, zorganizowanym, z okazji 300-lecia Odsieczy Wiedeńskiej i osadnictwa tatarskiego na tych terenach.
Leży na trasie linii kolejowej Sokółka-Kuźnica Białostocka z przystankiem Kundzin.